# Дубров Денис Віталійович
Денис Віталійович Дубров (10 січня 1989 — 9 травня 2022) — плавець, чемпіон і призер літніх Паралімпійських ігор, майстер спорту України міжнародного класу. 

## Спортивні здобутки
Займався у Дніпровському регіональному центрі з фізичної культури і спорту інвалідів «Інваспорт».
Чемпіон, срібний та бронзовий призер чемпіонату Європи 2014, дворазовий чемпіон та бронзовий призер чемпіонату світу 2015, триразовий чемпіон (400 м в/с, 100 м бат, 200 м кмп.) та дворазовий срібний призер (100 м брас, естафета 4×100 м кмп) чемпіонату Європи 2016.
Дебютант XV літніх Паралімпійських ігор 2016 року.

## Державні нагороди
- Орден «За заслуги» III ст. (4 жовтня 2016) — За досягнення високих спортивних результатів на XV літніх Паралімпійських іграх 2016 року в місті Ріо-де-Жанейро (Федеративна Республіка Бразилія), виявлені мужність, самовідданість та волю до перемоги, утвердження міжнародного авторитету України[6]